# Richard Connor
Richard Connor (n. 25 martie 1934, Pueblo⁠(d), Colorado, SUA – d. 8 iulie 2019, Rancho Santa Fe⁠(d), San Diego County, California, SUA) a fost un săritor în apă ce a reprezentat Statele Unite ale Americii, medaliat olimpic. A participat la o ediție a Jocurilor Olimpice (1956) în care a câștigat o medalie de bronz.